# Giuseppe Poggi

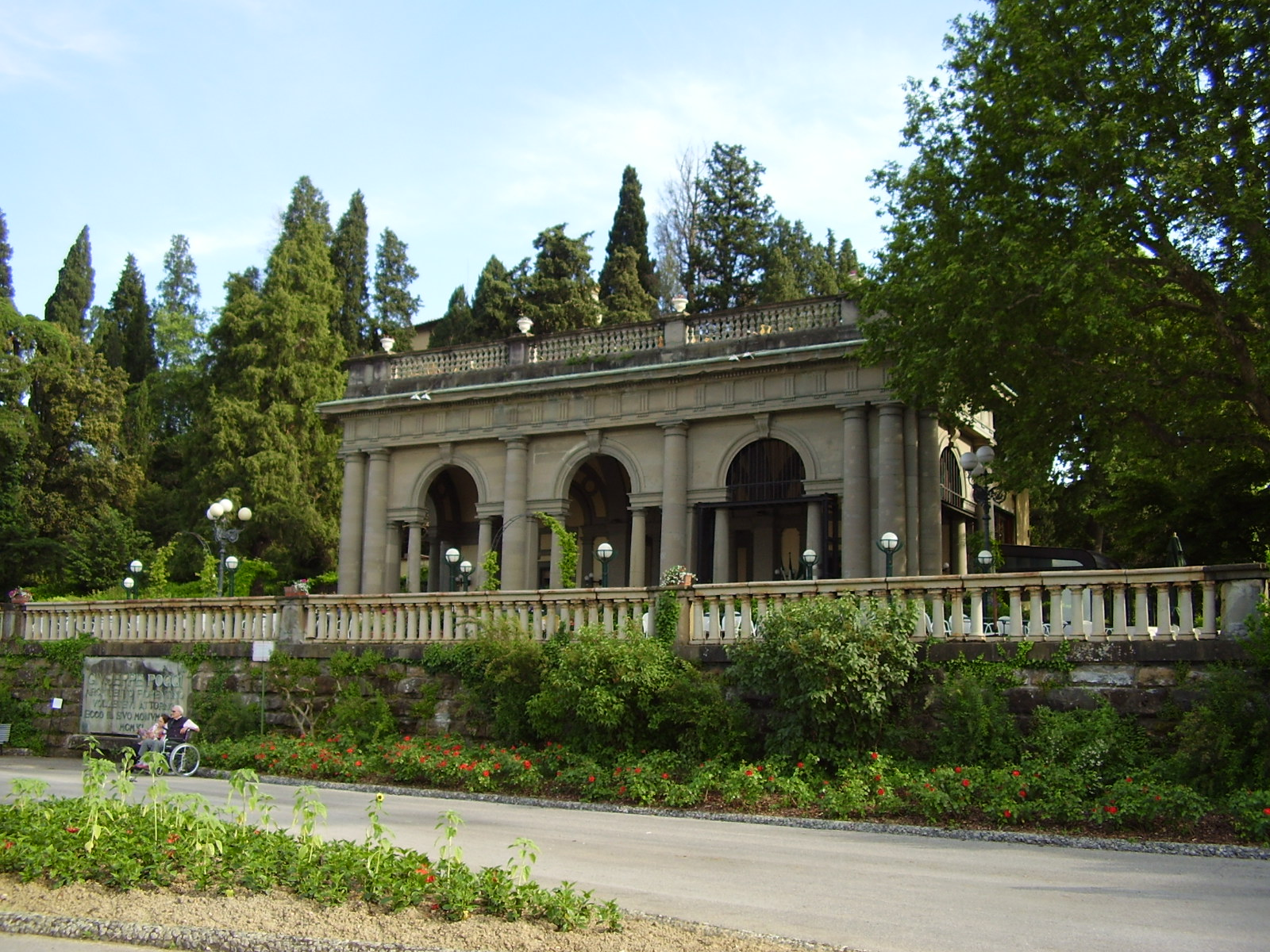
Poggis Loggia am Piazzale Michelangelo

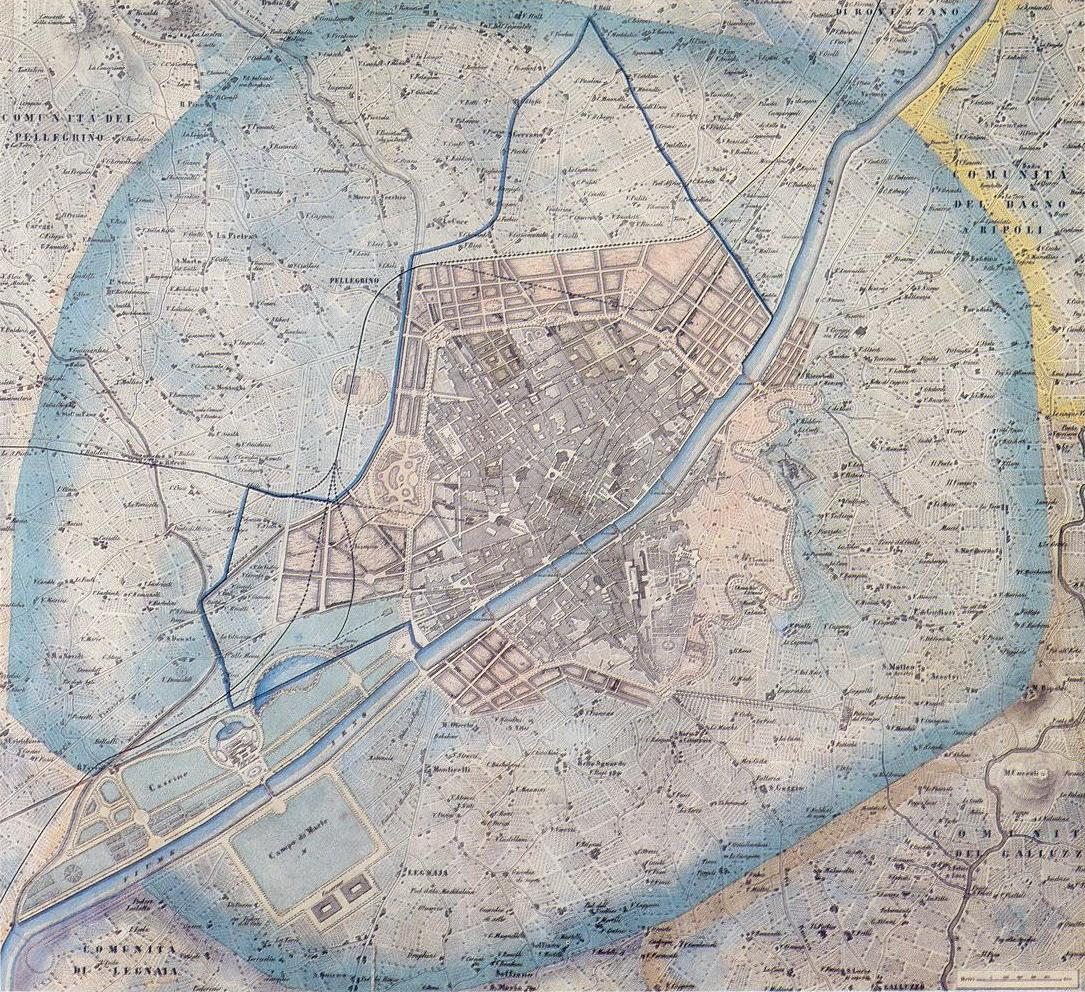
Poggi-Plan, 1865

Giuseppe Poggi (* 3. April 1811 in Florenz; † 5. März 1901 ebenda) war ein italienischer Architekt und Stadtplaner.

## Leben
Poggi war nach Giorgio Vasari und Bernardo Buontalenti der Architekt, der, in seiner Epoche, dem 19. Jahrhundert, das Gesicht des heutigen Florenz entscheidend prägte. Er baute für das Großbürgertum, etwa die Villa Favard am Lungarno, den Palazzo Gondi, den Palazzo della Gherardesca und war erfolg- und einflussreich mit seinem dem lokalen Ambiente angepassten Stil der Neorenaissance. Dabei zeigte er sich offen für moderne Strömungen wie Parkanlagen im englischen Stil und Sanierungsprojekte nach Art Georges-Eugène Haussmanns.
1864 erhielt Poggi den Auftrag, die Leitlinien für die Stadtentwicklung von Florenz zu gestalten. Im Gefolge des Abrisses der Stadtmauer im Nordteil der Stadt gestaltete Poggi die resultierenden Boulevards (Viali di Circonvallazione), mit einigen monumentalen Plätzen wie der (Piazza Beccaria, Piazza della Libertà), wobei die Stadttore des 14. Jahrhunderts erhalten blieben. Eine besonders originelle Lösung fand Poggi für den Piazzale Donatello, als dessen ovales Zentrum er den „Friedhof der Engländer“ (Cimitero degli Inglesi) erhielt und mit Zypressen umrahmte. Arnold Böcklin soll sich durch dieses Ensemble zu seinem Gemälde: Die Toteninsel inspirieren haben lassen.
Am Südufer des Arno schuf Poggi die Aussichtsstraße viale dei Colli mit dem Höhepunkt des Piazzale Michelangelo.
Auch Poggis Bruder Enrico Poggi (1812–1890) war eine prominente Persönlichkeit im Italien des 19. Jahrhunderts: Er wirkte als Justizminister im Großherzogtum Toskana und in der provisorischen Regierung der Toskana. Als solcher proklamierte er die Annexion der Toskana ans Königreich Sardinien und war in der Folge unter anderem Minister ohne Portefeuille des Königreichs Italien.